# Christian Guilleminault
 (août 2020).
Si vous disposez d'ouvrages ou d'articles de référence ou si vous connaissez des sites web de qualité traitant du thème abordé ici, merci de compléter l'article en donnant les références utiles à sa vérifiabilité et en les liant à la section « Notes et références ».
Christian Guilleminault, né le 12 août 1938, à Marseille en France et mort le 9 juillet 2019 à Stanford en Californie, est un neurologue et psychiatre français, professeur de médecine et directeur du Centre du Sommeil de l'université Stanford (Californie, États-Unis). Il est à l'origine de créations de centres du sommeil aux États-Unis.

## Carrière
Il a contribué en très grande partie à mieux expliquer le syndrome d'apnée du sommeil et plus récemment le syndrome de résistance des voies aériennes supérieures.
Alors qu'il travaillait à la Clinique des troubles du sommeil de l'Université Stanford en 1972, Guilleminault s'intéressa vivement aux rapports  sur le sommeil publiés par le chercheur italien Elio Lugaresi, qui avait rapporté que l'hypertension nocturne était présente chez les patients qui ronflaient. Guilleminault a persuadé les cardiologues John Shroeder et Ara Tilkian de passer des nuits dans le centre de recherche clinique de l'hôpital pour surveiller la pression sanguine artérielle systémique et pulmonaire chez les patients endormis. L'équipe a observé que lorsque les patients s'endormaient et commençaient à ronfler, on notait des pauses prolongées dans leur respiration (apnées) correspondant à des élévations dramatiques de leur tension artérielle au repos, simulant un exercice intense comme si le patient soulevait des poids. Guilleminault a ensuite publié plusieurs articles illustrant les améliorations spectaculaires et l'inversion de l'apnée du sommeil à la suite de trachéotomies. La trachéotomie s'est révélée curative chez ces patients et a démontré une inversion des arythmies cardiaques et des anomalies de la pression artérielle pendant le sommeil; le fait de boucher temporairement ces voies aériennes artificielles reviendrait à capituler les changements de l'apnée du sommeil, établissant davantage la relation causale entre l'apnée du sommeil et les anomalies cardiovasculaires.
Guilleminault a ensuite décrit l'apnée obstructive du sommeil chez des patients non obèses, en étant le premier à désigner le terme «syndrome d'apnée obstructive du sommeil» (OSAS), un terme couramment utilisé de nos jours. En outre, il a décrit la présence de SAOS chez les enfants, démontrant son association avec des problèmes d'apprentissage et d'attention ainsi que des dérangements cardio-vasculaires. À la suite de ce travail, il a décrit la présence d'une résistance élevée des voies respiratoires chez les enfants en 1982, soulignant les symptômes de déficit de l'attention, d'hyperactivité et de comportement anormal durant l'éveil et le sommeil, les difficultés d'apprentissage et le sommeil. forme de trouble respiratoire lié au sommeil; il a décrit le même syndrome chez les adultes et a écrit le terme «syndrome de résistance des voies respiratoires supérieures» (SRAS) chez les adultes. Enfin, en collaboration avec le Dr William C. Dement, Guilleminault a établi l'indice d'apnée-hypopnée (AHI), encore utilisé aujourd'hui pour caractériser la présence et la sévérité de l'apnée du sommeil.
Guilleminault a été un chercheur prolifique dans le domaine de la médecine du sommeil et a publié plus de six cents articles dans des revues médicales à comité de lecture  et a remporté plusieurs prix pour ses recherches dans le domaine de la médecine du sommeil. Il a été membre fondateur de l'Association des centres des troubles du sommeil en 1975 et a été élu premier rédacteur en chef de la revue Sleep en juin 1976, poste dans lequel il a continué de siéger jusqu'en 1997. 

## Publications
- Liste des publications de Christian Guilleminault sur le site de Stanford University